# Hagen im Bremischen
Pour les articles homonymes, voir Hagen.
Hagen im Bremischen est une municipalité située dans l'arrondissement de Cuxhaven, en Basse-Saxe (Allemagne) et située à environ 20 km au sud de Bremerhaven et à 35 km au nord-ouest de Brême. Hagen im Bremischen était le siège de l'ancienne Samtgemeinde (municipalité collective) Hagen, dissoute le 1er janvier 2014.

## Personnalités liées à la ville
- Hermann Allmers (1821-1902), écrivain né à Rechtenfleth.